# Набережная Тырша (Братислава)
Набережная Тырша (словац. Tyršovo nábrežie) — набережная на правом берегу Дуная, в городе Братислава, в районе Петржалка, в округе Братислава V. Названа в честь Мирослава Тырша (1832—1884), чешского критика, профессора, спортивного деятеля, историка искусства.
С юга набережная ограничена Венским шоссе, отделяющим его от Сада Янко Краля. На набережной находится Театр «Арена» и два стильных ресторана Au café (О-кафе) и Leberfinger (Леберфингер).
В 1980—1990 гг. здесь находился Лунапарк, который в начале XXI века был ликвидирован. С тех пор набережная используется для проведения общественно-культурных и оздоровительных мероприятий.
Поскольку возможны затопления набережной, то вопрос ввода в эксплуатацию нового парка развлечений на этой территории не рассматривается, и набережная будет продолжать использоваться для проведения общественно-культурных мероприятий.
В 2005 году на набережной состоялся концерт британского певца Элтона Джона.
В ноябре 2005 года здесь подверглись нападению несколько студентов, один из которых, Даниэл Тупы, был убит.